# پللو
پِلْلُو (به فنلاندی: Pello) یک منطقهٔ مسکونی در فنلاند است که در لاپلند واقع شده‌است. پللو ۶۴ متر بالاتر از سطح دریا واقع شده‌است.